# De Papegaai (Amsterdam)
De Papegaai of Sint-Jozefkerk is een rooms-katholieke kerkgebouw aan de Amsterdamse Kalverstraat (huisnummer 58). Het gebouw en de geloofsgemeenschap maken deel uit van de Sint-Nicolaasparochie in Amsterdam-Centrum

## Geschiedenis
De statie werd opgericht in 1672. De eerste pastoor was Willem Willemart. Daarvoor was hij in de statie De Duif werkzaam geweest. Hoewel het huis dat hij in de Kalverstraat huurde een kompas op de gevel had als verwijzing naar de achternaam van de eigenaar Willem Compas, kreeg de schuilkerk de bijnaam De Papegaai. 
 In 1689 kocht G. Fox, de opvolger van Willem Willemart, het pand. Omdat hij geld tekortkwam, leende hij bij het R.C. Oude Armencomptoir. Vervolgens behoorde het huis aan het rooms-katholieke oude armenkantoor tot het in 1846 voor ƒ 24.000 werd teruggekocht om er een kerk te kunnen bouwen, die in 1848-1849 verrees. Het werd de eerste neogotische kerk in Amsterdam. De architect was Gerrit Moele jr.. 
 Na het herstel van de bisschoppelijke hiërarchie in Nederland in 1853 kreeg De Papegaai een functie als bijkerk van de Franse Kerk aan de Nieuwezijds Voorburgwal. In die tijd had de Franse kerk nog de heilige Petrus en Paulus als patroon, terwijl De Papegaai was toegewijd aan de heilige Jozef. Toen de Franse kerk in 1911 gesloten werd nam De Papegaai de beide patronen over. Sedertdien heet de kerk officieel de kerk van de heilige Petrus en Paulus. 
Sinds 8 december 2021 is bij decreet van mgr. Jan Hendriks, bisschop van bisdom Haarlem-Amsterdam het kerkgebouw weer gewijd aan Jozef van Nazareth.

## Interieur
De kerk staat op de Monumentenlijst en wordt daar beschreven als een driebeukige basiliek met tribune, in Willem II-stijl. Het stucwerk dient uitsluitend voor decoratie en heeft geen dragende functie.

## Functie
De Papegaai maakt anno 2021 samen met de Sint-Nicolaasbasiliek deel uit van de binnenstadsparochie van de Heilige Nicolaas. De Papegaai is de grootste voormalige Amsterdamse schuilkerk die nog in gebruik is. Zij trekt de aandacht van het winkelend publiek in de Kalverstraat door het bord "Een kwartier voor God".

## Galerij

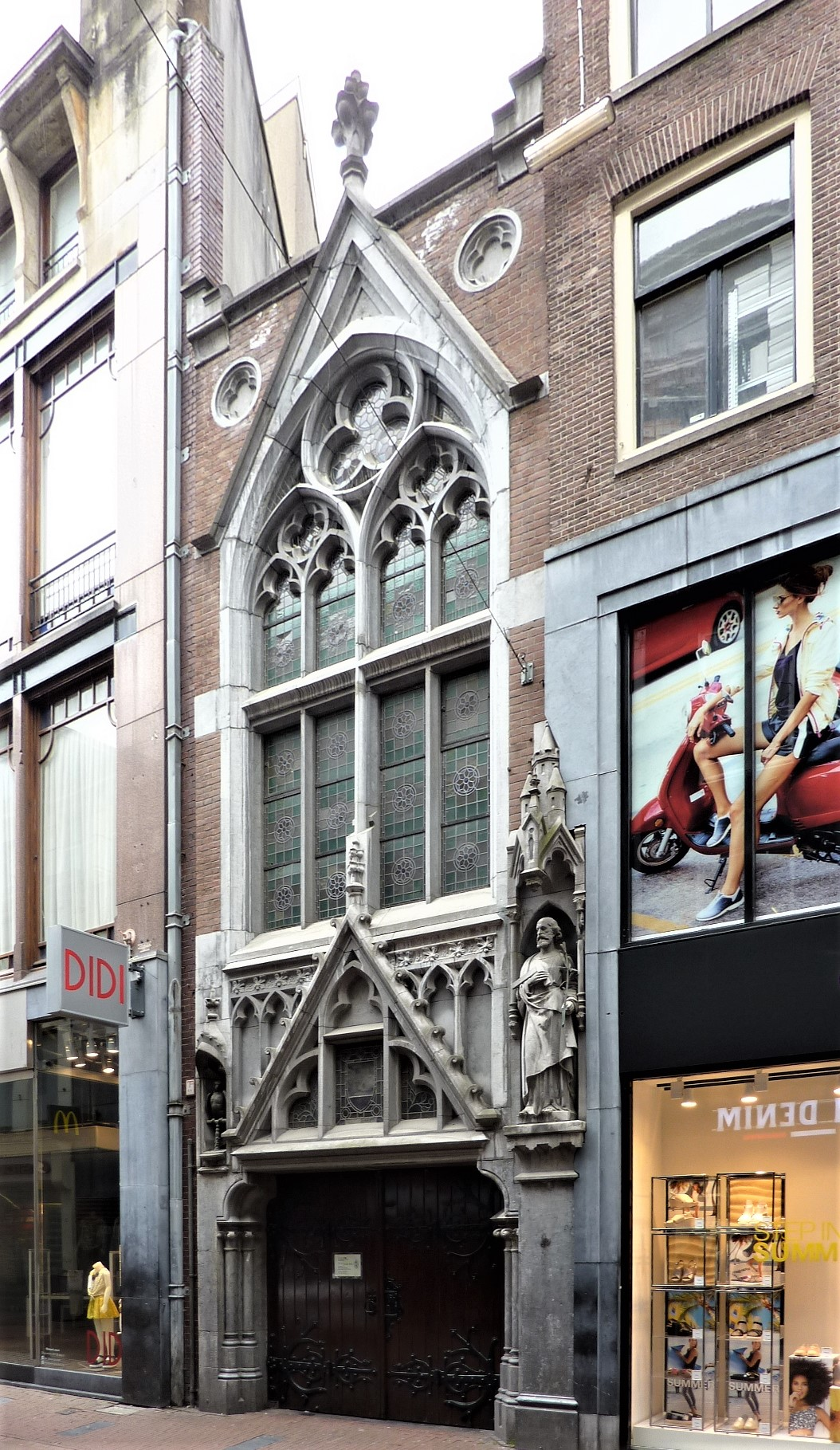
De gevel van de kerk
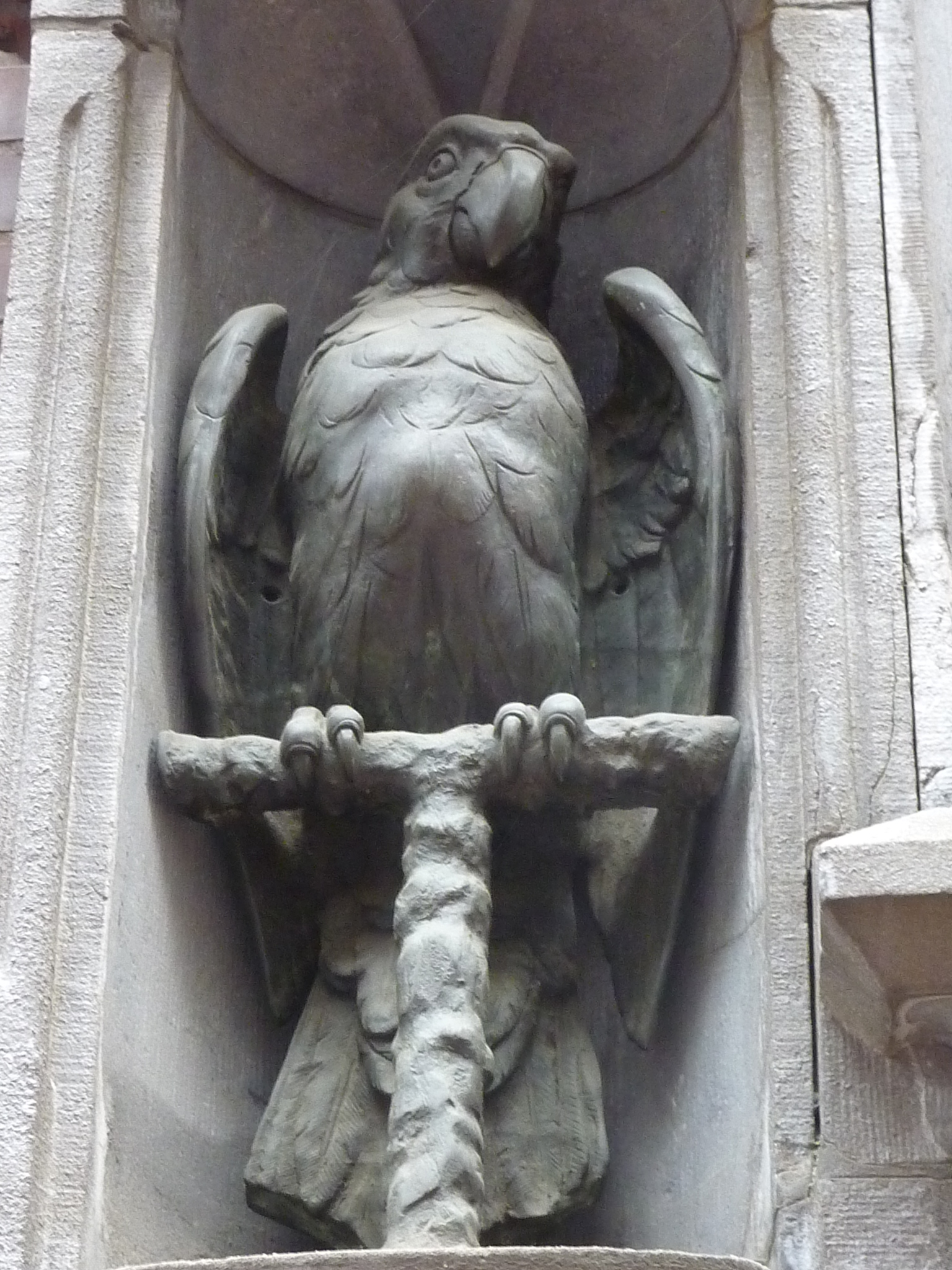
De Papegaai
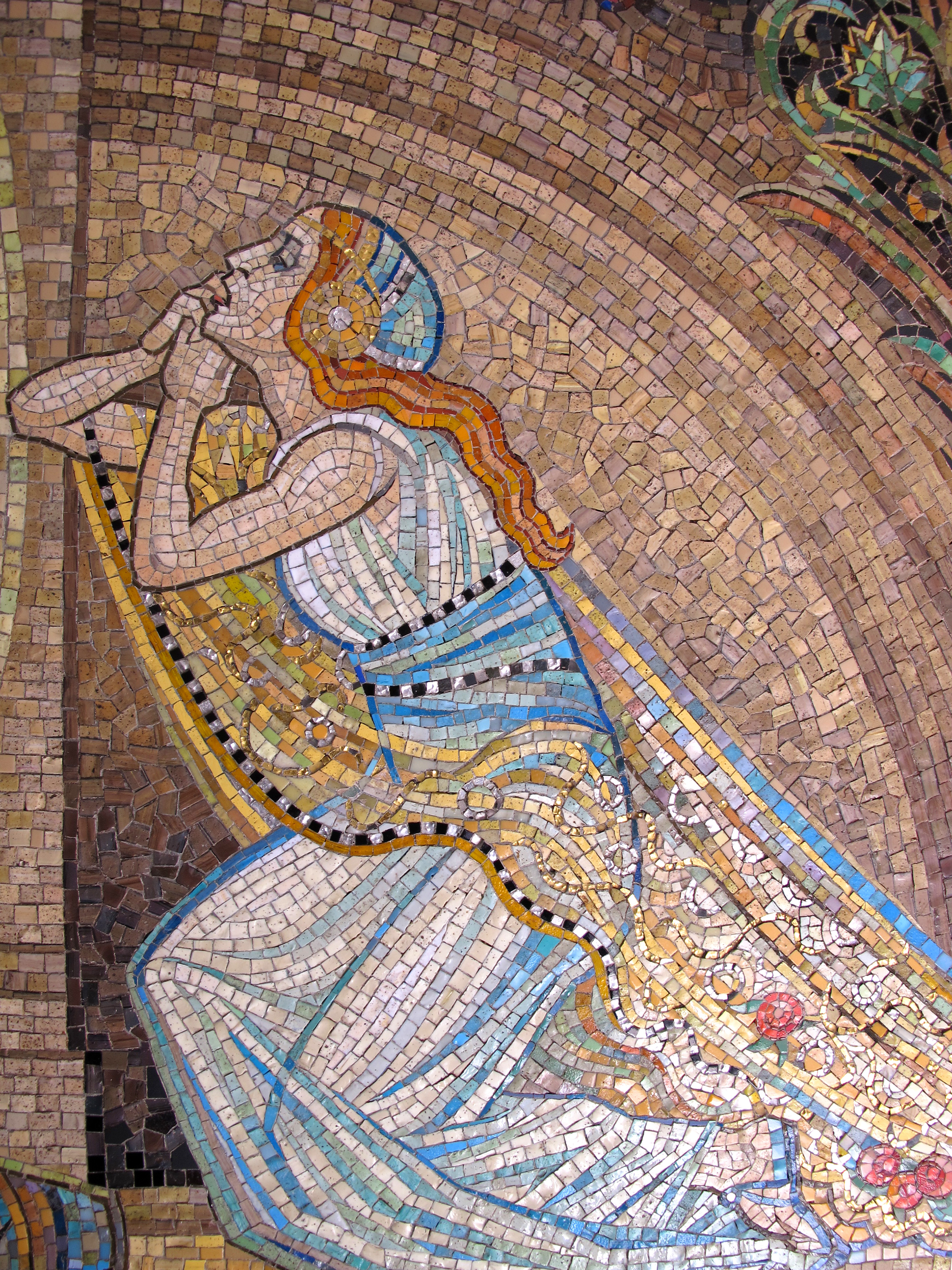
Mozaïek